# A szicíliai maffia ismert tagjainak listája
A Cosa Nostra (magyarul: mi ügyünk) a szicíliai maffia szokásos megnevezése.

## A szicíliai maffia prominens személyiségei
(nevük után a város, ahol tevékenykedtek és/vagy a maffiacsalád, amelynek tagjai voltak)
- Calogero Vizzini (1877–1954), Villalba
- Giuseppe Genco Russo (1893–1976), Mussomeli
- Michele Navarra (1905–1958) Corleone-család
- Salvatore "Ciaschiteddu" Greco (1923–1978), Ciaculli
- Gaetano Badalamenti (1923–2004), Cinisi
- Angelo La Barbera (1924–1975), Palermo Centro
- Michele Greco (született: 1924), Croceverde
- Luciano Liggio (1925–1993), Corleone
- Sammy Forello (született: 1926), Birmingham, Alabama, Gambino-család
- Tommaso Buscetta (1928–2000)
- Salvatore Riina (született: 1930–2017)
- Reido Faillio (1934–1990)
- Bernardo Provenzano (1933–2016)
- Stefano Bontade (1939–1981), Santa Maria di Gesù
- Vincent A Musso (született: 1940), Birmingham, Alabama, Gambino-család
- Leoluca Bagarella (született:1941), Corleone
- Salvatore Lo Piccolo (született: 1942)
- Jacky Musso (született: 1943), Birmingham, Alabama, Gambino-család
- Salvatore Inzerillo (1944–1981), Passo di Rigano
- Michele Cavataio
- Giovanni 'lo scannacristiani' Brusca (született: 1957)
- Matteo Messina Denaro (született: 1962)
- Salvatore Giuliano
- Carlo "Don Carlo" Gambino (1902–1976), Gambino-család